# Claorhynchus trihedrus
Claorhynchus trihedrus es la única especie conocida del género dudoso extinto  Claorhynchus  (en griego “hocico roto”) de dinosaurio ornitisquio posiblemente ceratopsiano, que vivió a finales del período Cretácico hace aproximadamente entre 70 y 66 millones de años en el Maastrichtiense, en lo que es hoy Norteamérica. Sus restos, AMNH 3978, que han tenido una muy confusa historia, fueron encontrados en la Formación Laramie, del estado de Montana, Estados Unidos.
Edward Drinker Cope fue el primero en describir los restos, que interpretó como un hueso rostral y predentario de un "agataúmido", un dinosaurio con cuernos, con una posible vaina de cuerno. Sin embargo se hizo claro rápidamente que podía tratarse de un hadrosáurido. En su influyente monografía, Richard Swann Lull y Nelda E. Wright colocaron a este género como un hadrosáurido dudoso, basándose en el premaxilar y el predentario.
La opinión se mantuvo en el trabajo de Michael K. Brett-Surman, quien comienza su disertación afirmando que, tras redescubrir y reexaminar el material junto con Douglas A. Lawson, propusieron que se trataba de parte de la gola de un ceratopsiano, probablemente parte del escamoso de Triceratops. Esta información fue tomada por Donald F. Glut para su serie de enciclopedias de dinosaurios de una forma errónea, refiriendo al género una porción escamosa del temporal y un diente de Dakota del Sur, siendo estos identificados por Brett-Surman y Lawson, manteniéndolo por separado al género. Adicionalmente otras revisiones generales ven al género como un posible hadrosáurido.
Por lo tanto se tiene dos posibles visiones, por un lado una parte de la gola de un tricerátopo y por otro lado un hadrosáurido dudoso. Las fotografías de la enciclopedia de Glut muestran masas de fragmentos poligonales. La procedencia de los datos de Cope sugiere que los restos son tan antiguos como los de Triceratops, pero no hay suficiente información al respecto. Ninguna fuente permite una clasificación taxonómica clara a nivel de familia.